# Al Bastakiya

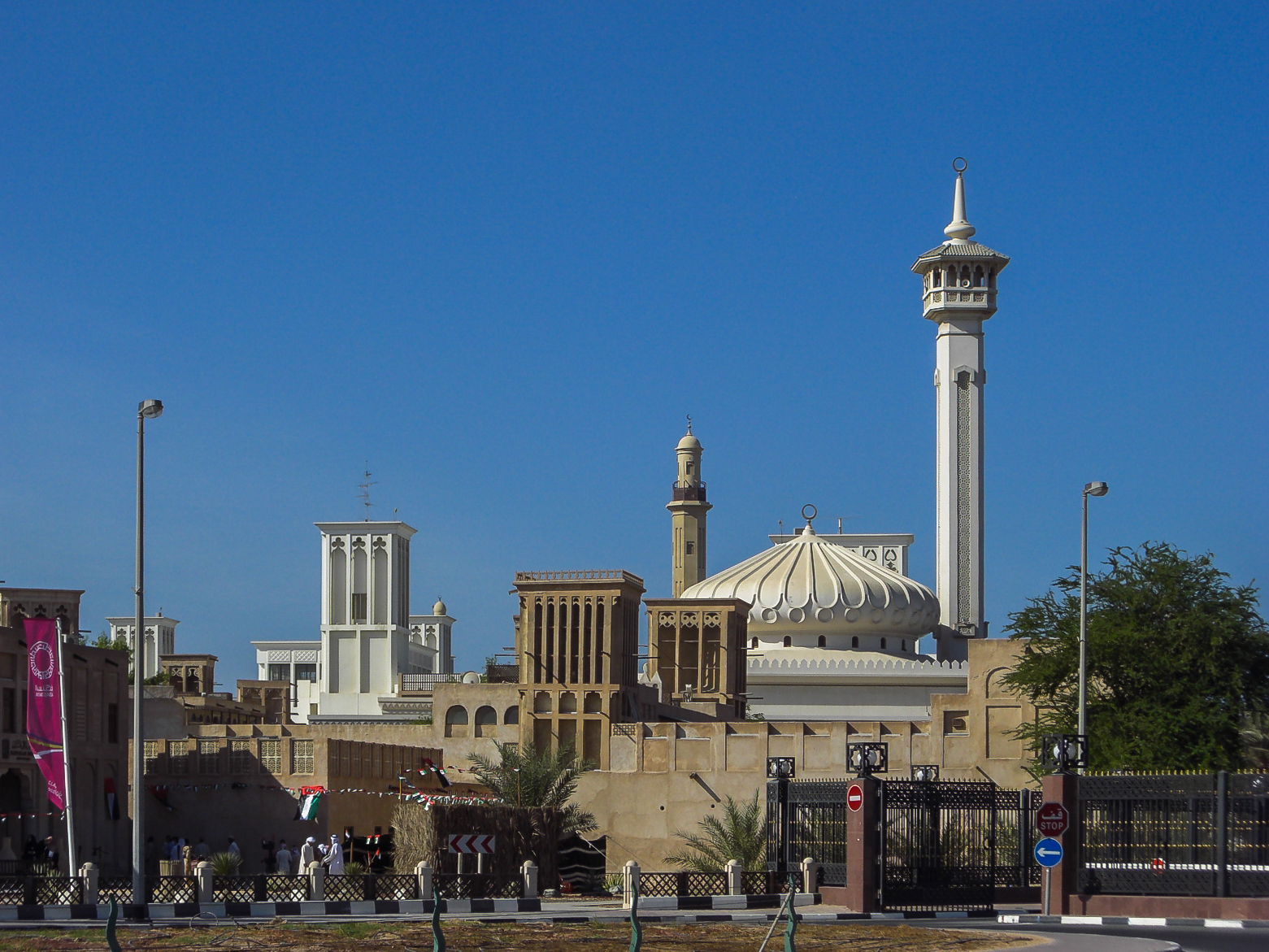
Vista de Al Bastakiya.

Al Bastakiya (en árabe, البستكية) es un barrio histórico de Dubái, Emiratos Árabes Unidos (EAU). Junto con Al Shindagha, Al Bastakiya es una de las áreas residenciales más antiguas de Dubái. Al Bastakiya recibió su nombre de Bastak región de Irán, de donde emigraron muchos de sus residentes. Este barrio está situado a orillas del Dubai Creek y cuenta con estrechas callejuelas y captadores de viento, al igual que Fuerte Al Fahidi, el edificio más antiguo en Dubái.
La fundación de Al Bastakiya se remonta a los años 1890. Inicialmente contó con 60 viviendas, separadas por estrechas y callejuelas por las que soplaba el viento. La demografía cambió radicalmente con la llegada del petróleo, que motivó la migración de familias adineradas en esta parte de la ciudad.
Las autoridades locales de Dubái iniciaron una campaña en 2005 con el objetivo de restarurar los edificios históricos de la ciudad.